# Von Düben
von Düben är en svensk adelsätt med ursprung i Tyskland, varav grenar erhållit friherrlig och grevlig rang. En friherrlig gren är fortlevande.[källa behövs] Släkten Düben utmärker sig med bidrag till Sveriges musikhistoria, framför allt genom Dübensamlingen. Medlemmar av släkten Düben var under 1600- och 1700-talet verksamma vid Kungliga Hovkapellet, och inom hovlivet med bland andra Emerentia von Düben som hovdam.

## Översikt
Släkten Düben, ursprungligen från Sachsen, härstammar från Michael Düben (död ca 1585) som var rådsförvant (tyska: Ratsverwandter) i Lützen. Denne blev far till Andreas Düben (1558–1625) som var organist vid Thomaskyrkan i Leipzig. Han blev i sin tur far till organisten Anders Düben den äldre, som hade studerat i Amsterdam för Jan Pieterszoon Sweelinck. Han inkom till Stockholm 1620. Där blev han organist vid Tyska kyrkan. Hans hustru var Anna Maria Gabrielsdotter (Gabrielen) som var kammarjungfru hos Maria Eleonora av Brandenburg. Av hans barn blev sönerna Gustaf och Peter Düben anfäder för de adliga grenarna av ätten von Düben. En annan son, Hans Georg Düben, var Karl XII:s sockerbagare.

## Musikgärning

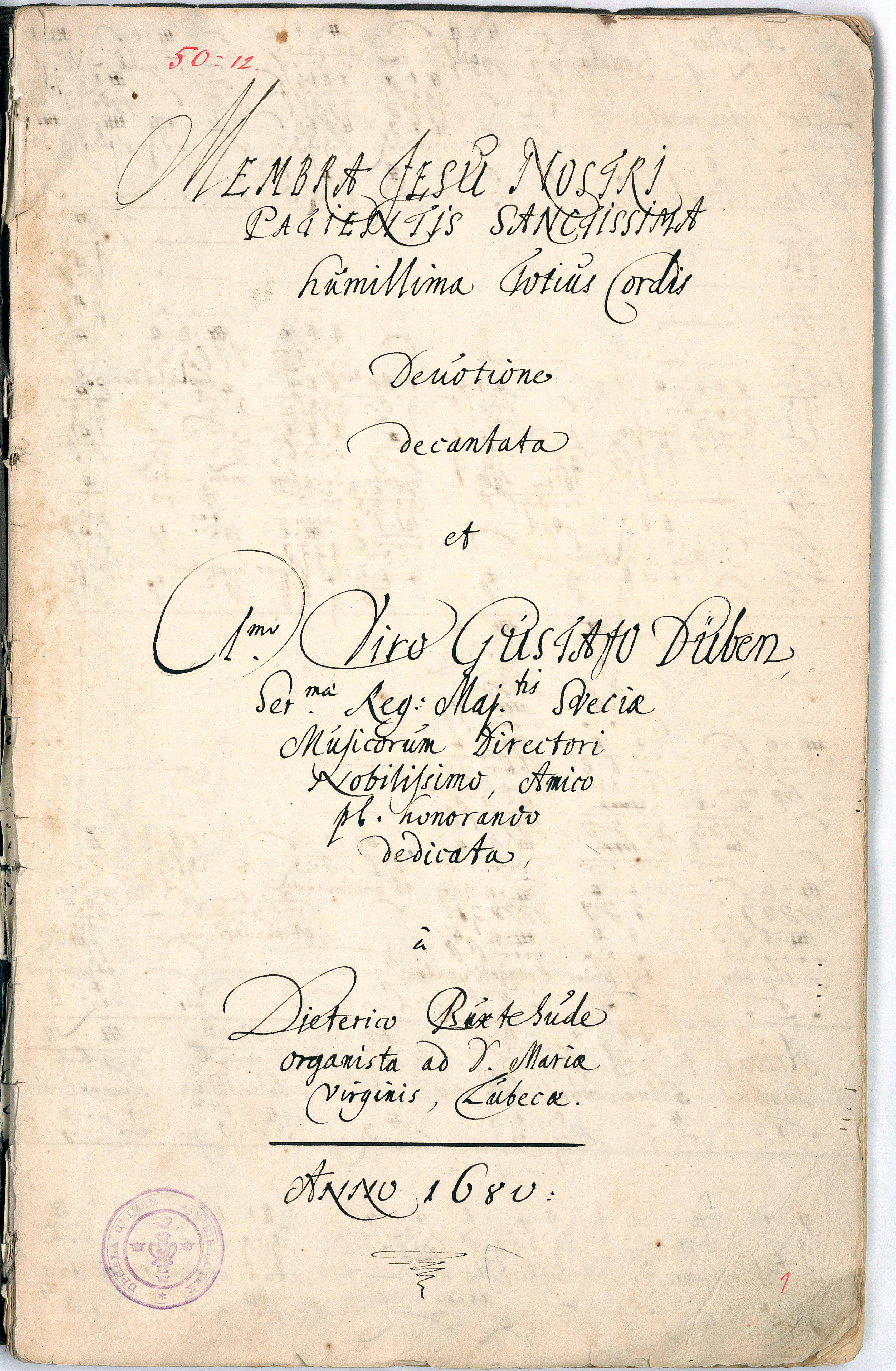
Dübensamlingen.

Släkten Düben har lämnat avtryck i den svenska musikhistorien genom betydelsefulla bidrag. Genom fyra generationer har de utövat ett påtagligt inflytande över musiklivet i Sverige; det mest framträdande arv i form av Dübensamlingen, en samling som omfattar såväl tryckta som handskrivna noter. Gustaf Düben den äldre var den som bidrog mest till samlingen.
Dübensamlingen är bevarad på Uppsala universitetsbibliotek och innehåller bland annat flera verk av Dieterich Buxtehude.

## Förgreningar

### Peter Dübens gren – adliga ätten nr 1785
Peter Düben började sin bana som musikant men blev senare militär, slutligen med titeln ryttmästare. Hustrun Regina var född Crumbygel, syster till den Polykarpus som adlades under namnet Cronhielm. Deras son Peter verkade i militären och blev slutligen överstelöjtnant efter att han deltagit i flera slag. År 1707 adlades han med namnet von Düben men fick inte sitt sköldebrev förrän 1726. Ätten introducerades på nummer 1785 samma år som sköldebrevet utfärdades. Peter von Dübens andra hustru var Gunilla Lagerhielm vars mor var en Gyllenpatron. Ätten slocknade på svärdssidan med en sonson till honom år 1784.[källa behövs]

### Gustaf Dübens gren

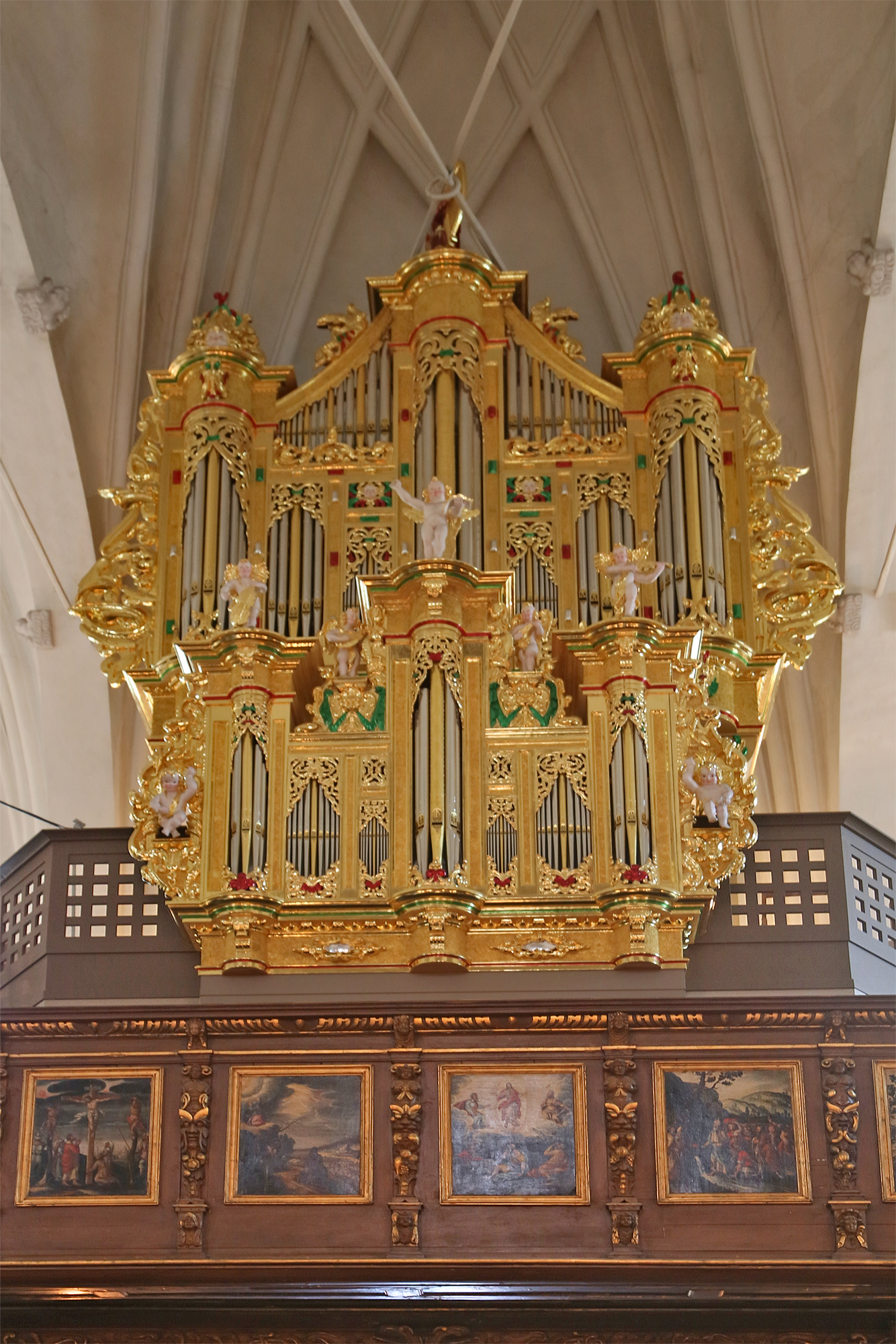
Dübenorgeln i Tyska kyrkan i Stockholm, byggd 1609.

Gustaf Düben (död 1690) var hovkapellmästare och organist i Tyska kyrkan, Stockholm, samt gift med nederländskan Emerentia Standaert som tillhörde samma släkt som Standaerhielm. De fick fyra barn, alla adlade: Gustaf, Emerentia, Joachim och Anders.

### Gustaf von Dübens gren – friherrliga ätten 135
Gustaf von Düben d.y. var bland annat hovkapellmästare, och upphöjdes år 1718 till friherre samt introducerades året därefter på nummer 135. Hans hustru Sara Törne var syster till Nils Hansson Törne vars son adlades Törnstierna, Olof Törne adlad von Törne, släkt med ätterna Törnflycht, Törne och Törnebladh och härstammande från Hising och Bureätten. Deras dotter blev stammoder till friherrliga ätten von Gedda. Ätten utslocknade på svärdssidan 1892 med läkaren Gustaf von Düben, men fortlevde på spinnsidan en bit in på 1900-talet.[källa behövs]

### Anders von Dübens gren – friherrliga ätten 139
Anders von Düben den yngre var hovmarskalk och gift tre gånger. Ätten delades i två grenar med två söner ur tredje äktenskapet som ingicks med Christina Sparfwenfeldt, vars mor var en Hildebrand nummer 1357 och dotter till J. G. Sparfwenfeldt.[källa behövs] Huvudmannagrenen härstammar från kammarherre Johan Gabriel von Düben i dennes andra äktenskap som var med en friherrinnan Pfeiff vars mor var en Palmqvist nummer 123, och deras son godsägaren Joachim von Düben. En annan son, Joachim von Düben den yngre, var Sveriges kanslipresident.
Yngre grenar utgår från hovmarskalken Henrik Jacob von Düben och dennes första hustru Julie, adlad af Petersens. Till denna gren hör fotografen Cesar von Düben.
Ättegrenen fortlever i Mexiko och USA, genom Edvard Wilhelm von Düben.[källa behövs]

### Emerentia von Dübens gren – friherrliga ätten 139
Emerentia von Düben, även Menza, adlades med sina bröder, men avled ogift. Hon var kammarpiga och gunstling, känd för sitt inflytande över drottning Ulrika Eleonora. Hon är den enda kvinnan som någonsin adlats i Sverige.[källa behövs]

### Joachim von Dübens gren – grevliga ätten nr 80
Joachim von Düben d.ä. var riksråd, och upphöjdes till greve postumt år 1731. Hans söner introducerades år 1743 på nummer 80. Hans hustru var Margareta Spegel, en dotter till ärkebiskopen Haqvin Spegel och Anna Schultin vars mor var barnbarn till Nicolaus Olai Bothniensis och Bureättling. Svärmodern, svägerskorna och hustrun hade adlats med namnet Spegel år 1719 av Ulrika Eleonora men blev aldrig introducerade. Den grevliga ätten von Düben fortlevde på svärdssidan med riksrådet Carl Wilhelm von Düben som till hustru hade kusindottern friherrinnan von Düben nr 139.
Den grevliga ätten utslocknade på svärdssidan den 15 november 1876, med Carl Gustaf von Düben under en resa från Lissabon till Madeira.